# 聖十字架司祭会
聖十字架司祭会（羅語：Societas Sacerdotalis Sanctae Crucis）とは、オプ
ス・デイと本質的に結びついた聖職者の会である。1943年に発足。現在、世界中で4千名余りの会員が加入している（そのうち、約1,900名が教区助際・司祭であり、約2,300名はオプス・デイ属人区司祭）。
日本にも数名の司祭会員がいる。英語では「Priestly Society of the Holy Cross」と呼ばれます。
司祭会は、叙階される前からオプス・デイ属人区のメンバーであった聖職者と、この会への所属を望む教区の助祭および司祭によって構成されている。オプス・デイの属人区長がその会長を務める（つまり、オプス・デイ属人区では「属人区長」、聖十字架司祭会では「会長」を務める）。現会長はフェルナンド・オカリス師である。

## 概要
聖十字架司祭会に加入する教区司祭はオプス・デイに固有な修徳に従い、自らの司祭職の行使を通して聖性を追求するために、霊的な援助を求める。聖十字架司祭会に加入しても、教区司祭は属人区の司祭になることはない。それぞれが自らの教区に入籍したままなので、司祭職の行使についても教区の司教の下に留まり、教区の司教に対してのみ、従来通り役務に関する報告をすることになる。
教会は第２バチカン公会議の文書を始め、種々の文書と教会法で、この種の司祭会を勧めている。聖十字架司祭会への加入を望む教区司祭はオプス・デイの精神に従って聖性を求めるという召し出しを自覚していなければならない。これには、次のようないくつかの条件が含まれている：教区を愛し、教区司祭と一致していること、自らの司教に対して従順と尊敬を示すこと、信心があり、聖なる学問（神学その他）を勉強すること、人々の救いを望む熱意と犠牲の精神、召し出しを深める努力、任せられた役務を完璧に果たす熱意など。
この会が提供する霊的な援助は、司祭会会員が司祭としての義務を果たし、自らの司教との一致を深め、他の教区司祭に対して兄弟愛を実行するよう励ますことにある。聖十字架司祭会に加入した教区司祭が受ける固有な形成の手段は、オプス・デイ属人区の信徒信者の場合と似ている。すなわち教理や修徳に関するクラス、毎月の黙想会などである。さらに、それぞれの司祭は教会の法律に定められた共通の形成の手段と自らの司教が命じたり勧めたりする諸々の手段を活用しなければならない。聖十字架司祭会がその会員に提供する霊的活動や形成に関わる活動は各自の司教が与える役務の遂行を一切妨げない。
オプス･デイのHPでは、聖十字架司祭会が次のように紹介されている：
オプス･デイには、司祭の会である聖十字架司祭会も存在します。これはオプス･デイ属人区と切り離すことのできないものです。聖十字架司祭会は、これに入会する司祭の霊的生活を導くものであり、彼らの司牧活動に介入したり、それを変えたりするものではありません。この会には、（オプス･デイ）属人区の司祭と、オプス･デイへの召命を受けた教区司祭が入会します。この会に入会した教区司祭は、独立した団体を構成するのではなく、司祭職を通して自らを聖化し、それぞれが入籍している教区での仕事をより豊かにし教会に仕えるのです。心から教区司教に従い、他の教区司祭と兄弟としての一致を強めるのです。